# DirtiestNastiest$uicide
DirtiestNastiest$uicide (с англ. — «Самое грязное, отвратительное самоубийство») — тридцать шестой мини-альбом американского дуэта $uicideboy$ и восьмой мини-альбом американского рэпера Germ, выпущенный 16 декабря 2022 на лейбле $uicideboy$ G*59 Records. Мини-альбом дебютировал на 54 позиции в американском чарте Billboard 200, став первым мини-альбомом группы в данном чарте, а также на 1 позиции в мировом чарте Spotify.

## История
Первый тизер альбома был опубликован в начале 2021 года в Instagram-аккаунте $crim, одного из участников дуэта. 27 ноября 2022 года дуэт объявил дату выхода, обложку и трек-лист мини-альбома в различных социальных сетях.
Альбом должен был выйти 16 декабря 2022 года и содержать 7 треков. Вступительный трек под названием «Sorry for the Delay» — извинения исполнителей перед фанатами за длительную задержку выпуска мини-альбома, поскольку оба предыдущих проекта; DirtyNasty$uicide и DirtierNastier$uicide выпускались с интервалом в один год, в то время как между вторым и третьим мини-альбом интервал составил пять лет. Единственный сингл с альбома, «My Swisher Sweet, But My Sig Sauer», был выпущен 2 декабря 2022 года, за 2 недели до выхода мини-альбома.

## Список треков
| №                   | Название                             | Длительность |
| ------------------- | ------------------------------------ | ------------ |
| 1.                  | «Sorry for the Delay»                | 2:53         |
| 2.                  | «Buckhead»                           | 3:04         |
| 3.                  | «I Dream of Chrome»                  | 2:26         |
| 4.                  | «Champagne Face»                     | 2:21         |
| 5.                  | «The Serpent and the Rainbow»        | 2:58         |
| 6.                  | «My Swisher Sweet, But My Sig Sauer» | 3:47         |
| 7.                  | «Center Core Never More»             | 2:45         |
| Общая длительность: | Общая длительность:                  | 20:11        |

## Чарты
| Чарт (2022)                            | Высшая позиция |
| -------------------------------------- | -------------- |
| Канада (Canadian Albums Chart)         | 94             |
| Финляндия (Suomen virallinen lista)    | 30             |
| Новая Зеландия (RMNZ)                  | 33             |
| США (Billboard 200)                    | 54             |
| США Top R&B/Hip-Hop Albums (Billboard) | 21             |
| США Top Rap Albums (Billboard)         | 11             |
| США Independent Albums (Billboard)     | 6              |